# クントゥル・ワシ

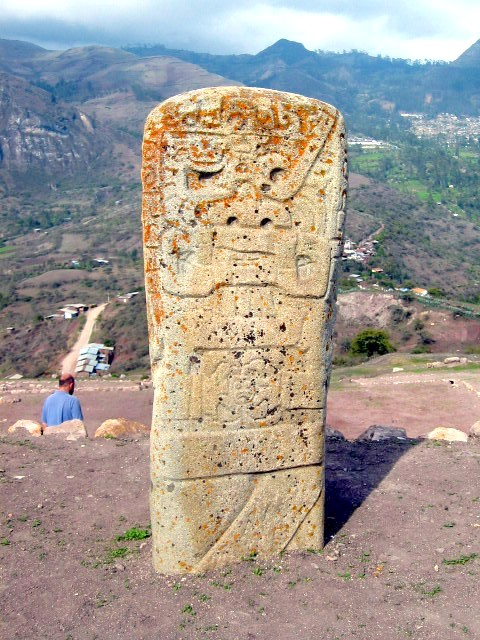
クントゥル・ワシ

クントゥル・ワシ（Kuntur Wasi）は、ペルー北部アンデス高地のカハマルカ近郊にある遺跡である。チャビン文化と関連があると考えられている。紀元前1000～700年頃に建設されたと考えられている。1945年にJulio C. Telloにより発見された。1989年には、大貫良夫ら東京大学古代アンデス文明調査団が4つの墓を発見した。
1994年、日本からの資金援助でクントゥル・ワシ博物館が地元に寄贈され、運営は地元村人によって設立されたクントゥル・ワシ文化協会に委ねられている。